# Stenophrixothrix espiritensis
Stenophrixothrix espiritensis is een keversoort uit de familie Phengodidae. De wetenschappelijke naam van de soort is voor het eerst geldig gepubliceerd in 1996 door Wittmer.